# Overland Airways
Overland Airways is een Nigeriaanse luchtvaartmaatschappij met thuisbasis in Lagos.

## Geschiedenis
Overland Airways is opgericht in 2001 door de Landover Company Ltd.

## Diensten
Overland Airways voert lijnvluchten uit naar: (juni 2007)
- Abuja, Asaba, Ibadan, Ilorin, Lagos.

## Vloot
De vloot van Overland Airways bestaat uit: (augustus 2011)
- 3 B1900D
- 1 ATR42-320